# Frank Worthington
Frank Stewart Worthington (Halifax, 23 novembre 1948 – Huddersfield, 22 marzo 2021) è stato un calciatore inglese, di ruolo attaccante.

## Carriera
Nel corso della sua lunga carriera giocò nelle massime divisioni di Inghilterra, Stati Uniti, Svezia e Sud Africa. Con la maglia del Bolton fu capocannoniere della First Division inglese nel 1979.

## Palmarès

### Giocatore

#### Club
- Second Division: 2

Huddersfield Town: 1969-1970
Bolton: 1977-1978